# Parangitia carrioni
Parangitia carrioni är en fjärilsart som beskrevs av Paul Dognin 1890. Parangitia carrioni ingår i släktet Parangitia och familjen nattflyn. Inga underarter finns listade i Catalogue of Life.